# Енн Ґрейбіл
Енн Мартін Ґрейбіл (Ann Martin Graybiel, нар. 25 січня 1942, Честнат Гілл, Массачусетс) — американська науковиця в галузі нейронауки, піонерка досліджень базальних гангліїв. Інститутська професорка Массачусетського технологічного інституту, член Національних академії наук (1988) і медичної академії (1994) США, а також Американського філософського товариства(2016). Відзначена Національною науковою медаллю (2001), лауреатка премій Кавлі (2012) і Грубера (2018).

## Життєпис
Закінчила Magna cum Laude Гарвардський університет (бакалавр біології і хімії, 1964); прийнята у Phi Beta Kappa. У 1965—1966 роках, як фелло імені Вудро Вільсона, займалася на кафедрі біології Університету Тафтса, де 1966 року здобула ступінь магістра біології. Ступінь доктора філософії з психології та науки про мозок здобула 1971 року в Массачусетському технологічному інституті, на кафедрі психології та науки про мозок.
Від 1971 року працює в Массачусетському технологічному інституті, від 1973 року — асистентка-професорка, від 1976 року — асоційована професорка психології, від 1980 року — професорка на кафедрі психології, від 1983 року — професорка на кафедрі мозку і когнітивних наук, одночасно від 2001 року співробітниця його інституту досліджень мозку, від 2008 року інститутська професорка. Протягом 1986—1988 років також працювала в Гарвардській медичній школі.
Член Американської академії мистецтв і наук, іноземна член Норвезької академії наук та словесності (2012).
Серед її нагород також Neuronal Plasticity Prize (2005).
Почесна докторка Університету Тафтса (2005), Єврейського університету в Єрусалимі та Університету Квінс у Белфасті (двох останніх — від 2007).